# Tursun Khan
Tursun Khan (Tursun Muhammad, Tursyn Khan) fou kan kazakh a Taixkent. La seva genealogia és desconeguda, però en general s'accepta que era un príncep kazakh, segons Levchine fill de Khudai Mendi o Khodai Mendi, fill al seu torn de Kučuk o Kochuk, el pare del qual era Bukey que probablement era el Bukey Sultan fill de Yadik esmentat en la biografia d'Uraz Makhmet (el kan de Kassímov); Yadik era el germà petit de Kasim Khan; aquesta proposta topa amb una dificultat, ja que aquest biògraf diu que Bukei no va tenir fills si bé aquesta afirmació podria ser errònia doncs la vida de Bukei fou obscura i realment al segle xvii tots els kazakhs obeïen a caps descendents de Yadik; segons Levchine, Bukei Khan va tenir un fill de nom Kochuk; aquesta teoria presenta algunes dificultats cronològiques, però no tan greus com la de Desmaison que esmenta a aquest personatge com a Tursun Muhammed Sultan, fill de Mehdi Sultan, i aquest Mehdi Sultan seria un príncep uzbek que cent anys abans fou esmentat per Baber a la Baber-name, el que sembla improbable cronològicament. Una altra possibilitat és que fos el mateix personatge que el príncep Tursunbi que acompanyava a Tevkel Khan a Bukharà el 1581 i que era probablement fill de Ak Nazar Khan. El que si que sembla segur és que fou el pare de Borrak Khan que després fou kan de part de l'Horda Mitjana Kazakh.
L'historiador Iskander Munshi esmenta que el 1621 Imam Kuli de Bukharà, derrotat dues vegades pels kazakhs, va haver d'ajustar la pau i que les negociacions foren portades principalment per part dels kazakhs, per Tursun Muhammad que seria la mateixa persona que s'esmenta entre 1613 i 1627 com a kan de Taixkent. El 1625 Tursun va visitar territori de l'Horda Mitjana Kazakh. El 1627 fou assassinat per Ixim Khan.